# Can Mossèn Casimiro
Can Mossèn Casimiro és una obra del municipi d'Esparreguera inclosa en l'Inventari del Patrimoni Arquitectònic de Catalunya.

## Descripció
Edifici entre mitgeres, fet de pedra i arrebossat. Està estructurat en planta baixa, pis i golfes. Les cobertes estan fetes amb embigat de fusta i teula àrab. El més destacat de la construcció són les seves obertures, totes amb marcs de pedra vista. A la planta baixa hi ha una sèrie d'arcs de mig punt, que són finestres i portes, fets de grans dovelles ben escairades. Al primer pis hi ha tres finestres allindanades amb ampit i una motllura a la part superior que recorda un arc conopial. Al centre, encara del primer pis, hi ha un finestral de majors dimensions format per tres petits arcs de mig punt separats per fines columnes. Les obertures de les golfes són arcs de mig punt de dimensions més reduïdes. A la planta baixa, el portal, que té a sobre una petita espitllera, té un gravat a la llinda amb una data. Té un pati interior.

## Història
Es té constància que aquesta construcció és anterior a l'església de Santa Eulàlia d'Esparreguera.